# Madvillainy
Madvillainy es el primer álbum de estudio del dúo de hip-hop estadounidense Madvillain, formado por el rapero MF DOOM y el productor Madlib. Fue publicado el 23 de marzo de 2004 a través del sello independiente Stones Throw Records.

## Antecedentes
El proyecto fue grabado entre 2002 y 2004. En noviembre de 2002, Madlib se encontraba en Brasil junto a uno de los fundadores del sello discográfico, ambos estaban descubriendo nuevos sonidos y creando nuevas piezas musicales. Para el viaje llevó gran cantidad de CDs con instrumentales nuevas y originales, algunas creadas desde cero y otras elaboradas a partir de la técnica de  sample, las cuales en un principio habrían sido hechas para el rapero de J Dilla.
Sin embargo tal y como apunta la propia Stones Throw Madlib deseaba grabar con Doom.
Por la otra parte Daniel Dumile más conocido como MF DOOM se encontraba en un momento de transformación artística, proceso el cual fue iniciado en 1997 tras su retiro temporal en 1994.
Catorce meses antes del lanzamiento del álbum, una versión demo sin terminar fue robada y filtrada a Internet. El dúo, frustrado, dejó de trabajar en el álbum y volvieron a lanzar proyectos en solitario, proyectos tales como champion sound.
Si bien Madvillainy logró un éxito comercial moderado, se convirtió en uno de los álbumes de Stones Throw más vendidos. Alcanzó el puesto 179 en el  Billboard 200 de EE. UU. Y atrajo la atención de los medios de comunicación que no suelen cubrir la música hip hop, incluido The New Yorker. Madvillainy recibió elogios generalizados de la crítica por la producción de Madlib y el lirismo de MF DOOM, y es considerada la obra maestra de DOOM. Se ha clasificado en las listas de los mejores álbumes de todos los tiempos de varias publicaciones, incluido el 411 en la lista de NME de los 500 mejores álbumes de todos los tiempos  y el 365 en los 500 mejores álbumes de todos los tiempos de Rolling Stone.

## Portada
La carátula del álbum fue creada por el director de arte de Stones Throw, Jeff Jank, basándose en una foto en escala de grises de Doom con su máscara de metal.La foto fue creada por el fotógrafo Eric Coleman en la casa de Stones Throw en Los Ángeles y editada por Jank. Mientras trabajaba en la portada del álbum Madvillainy, Jank se inspiró en la obra de arte de King Crimson En la corte del rey carmesí, sin embargo, después de su finalización, notó que la obra de arte se parecía inquietantemente a la obra de arte de Madonna . A pesar de esto, Jank se quedó con la obra de arte original, etiquetándola como la "versión rap de La Bella y la Bestia". Se agregó un pequeño cuadrado naranja a la versión final de Madvillainy, debido al pensamiento de Jank de que la obra de arte "necesitaba algo distintivo", comparándolo con la "O" naranja en la portada de Madonna.

## Lista de canciones
La mayoría de las canciones del álbum fueron escritas por el dúo, obteniendo un proyecto de 22 canciones con una duración de 46 minutos y 22 segundos.
| N.º   | Título                                       | Escritor(es)                            | Duración |  |
| 1.    | «The Illest Villains»                        |                                         | 1:55     |  |
| 2.    | «Accordion»                                  | Dumile, Jackson Jr. y Alfred Darlington | 1:58     |  |
| 3.    | «Meat Grinder»                               |                                         | 2:11     |  |
| 4.    | «Bistro»                                     |                                         | 1:07     |  |
| 5.    | «Raid» (junto a MED a.k.a. Medaphoar)        | Dumile, Jackson Jr. y Nick Rodriguez    | 2:30     |  |
| 6.    | «America's Most Blunted» (junto a Quasimoto) |                                         | 3:54     |  |
| 7.    | «Sickfit» (Instrumental)                     | Jackson Jr.                             | 1:21     |  |
| 8.    | «Rainbows»                                   |                                         | 2:51     |  |
| 9.    | «Curls»                                      |                                         | 1:35     |  |
| 10.   | «Do Not Fire!» (Instrumental)                | Jackson Jr.                             | 0:52     |  |
| 11.   | «Money Folder»                               |                                         | 3:02     |  |
| 12.   | «Shadows of Tomorrow» (junto a Quasimoto)    |                                         | 2:36     |  |
| 13.   | «Operation Lifesaver aka Mint Test»          |                                         | 1:30     |  |
| 14.   | «Figaro»                                     |                                         | 2:25     |  |
| 15.   | «Hardcore Hustle» (junto a Wildchild)        | Jackson Jr. y Jack Brown                | 1:21     |  |
| 16.   | «Strange Ways»                               |                                         | 1:5      |  |
| 17.   | «Fancy Clown» (junto a Viktor Vaughn)        |                                         | 1:55     |  |
| 18.   | «Eye» (junto a Stacy Epps)                   |                                         | 1:57     |  |
| 19.   | «Supervillain Theme» (Instrumental)          | Jackson Jr.                             | 0:52     |  |
| 20.   | «All Caps»                                   |                                         | 2:10     |  |
| 21.   | «Great Day»                                  | Dumile, Jackson Jr. y Lord Scotch 79    | 2:16     |  |
| 22.   | «Rhinestone Cowboy»                          |                                         | 3:59     |  |
| 46:22 |                                              |                                         |          |  |

## Influencia y repercusión
Madvilliany fue uno de los proyectos más destacables de la época y sirvió de ejemplo para proyectos posteriores influenciando de este modo a artistas  cómo Joey Badass,Tyler, The Creator o Earl Sweatshirt. En 2015, en honor al lanzamiento de la línea de cómics All-New, All-Different Marvel y para rendir homenaje a los álbumes de hip hop clásicos y contemporáneos, Marvel Comics lanzó portadas variantes inspiradas en estos álbumes.  Una de ellas fue la portada variante de los cómics de The Mighty Thor, basada en la portada de Madvillainy. Utilizaba una imagen en escala de grises del rostro de Jane Foster detrás de la máscara de metal, con una imagen de Mjolnir en un pequeño cuadrado naranja en la esquina superior derecha y el texto "The Mighty Thor" en fuente pixelada en la parte superior izquierda.

## Grabación
DOOM y Madlib comenzaron a trabajar en Madvillainy en 2002. Madlib creó cien ritmos en cuestión de semanas, algunos de los cuales se usaron en Madvillainy, algunos se usaron en su álbum de colaboración con J Dilla Champion Sound, mientras que otros se usaron para MED. y álbumes de Dudley Perkins. Aunque Stones Throw reservó a DOOM una habitación de hotel, pasó la mayor parte del tiempo en el estudio de Madlib, ubicado en un antiguo refugio antiaéreo en Mount Washington, Los Ángeles. Cuando el dúo no estaba trabajando en el álbum, pasaban tiempo libre juntos, bebiendo cerveza, comiendo comida tailandesa, fumando Marihuana  y tomando hongos psicodélicos.  "Figaro" y "Meat Grinder" fueron algunas de las canciones grabadas durante este tiempo. En noviembre de 2002, Madlib fue a Brasil para participar en una conferencia de la Red bull Music Academy,  donde debutó la primera canción del álbum tocando una versión inacabada de "America's Most Blunted".  Madlib también fue en busca de  discos de vinilo que pudiera probar más tarde, con sus compañeros productores Cut Chemist, DJ Babu y J.Rocc.  Según el propio Madlib, compró varias cajas llenas de discos de vinilo, dos de las cuales luego perdió.  Usó algunos de estos discos para producir ritmos para Madvillainy. La mayor parte del álbum,  incluidos los ritmos de "Strange Ways", "Raid" y "Rhinestone Cowboy", se produjo en su habitación de hotel en São Paulo, utilizando un tocadiscos portátil, una pletina de casete y un Boss SP- 303 muestreador. Mientras Madlib estaba trabajando en el álbum en Brasil, la demo inacabada fue robada y filtrada en Internet, 14 meses antes de su lanzamiento oficial. Jeff Jank, director de arte de Stones Throw, recuerda la filtración en la entrevista con Pitchfork Media.

## Madvillainy 2: The Box
El 23 de julio de 2008, Stones Throw anunció el lanzamiento de Madvillainy 2: The Box, un casete que el demo filtrado de Madvillainy. La caja fue lanzada más tarde el 15 de septiembre de ese año. El demo fue publicado por separado el 7 de septiembre de 2013 para celebrar el primer día anual de la tienda de casetes. 
| N.º | Título                                                                        | Duración |
| --- | ----------------------------------------------------------------------------- | -------- |
| 1.  | "One False Move" ("Great Day" demo)                                           | 2:40     |
| 2.  | "America's Most Blunted"                                                      | 3:28     |
| 3.  | "Operation Lifesaver" ("Operation Lifesaver AKA Mint Test" instrumental demo) | 1:24     |
| 4.  | "Figaro"                                                                      | 2:42     |
| 5.  | "Rainbows"                                                                    | 2:59     |
| 6.  | "Just for Kicks" ("Meat Grinder" demo)                                        | 2:17     |

| N.º            | Título                                                          | Duración |
| -------------- | --------------------------------------------------------------- | -------- |
| 1.             | "Fancy Clown"                                                   | 3:57     |
| 2.             | "Shadows of Tomorrow"                                           | 3:00     |
| 3.             | "Money Folder"                                                  | 4:16     |
| 4.             | "Stakes" ("Supervillain Theme" demo)                            | 1:29     |
| 5.             | "All Caps"                                                      | 2:12     |
| 6.             | "One False Move" (Instrumental) ("Great Day" instrumental demo) | 2:13     |
| Duración total | Duración total                                                  | 32:37    |